# 永田正全
永田 正全(ながた まさはる、1912年9月6日 - 2010年2月17日）は、日本の経営者。熊本県出身。

## 経歴
1938年に京都帝国大学法学部を卒業し、同年に阪神急行電鉄(のちの阪急電鉄)に入社。1968年5月に取締役に就任し、1979年10月に副社長に就任。1986年6月に阪急不動産会長に就任。
1982年11月に藍綬褒章を受章し、1987年11月に勲三等瑞宝章を受章。
2010年2月17日に死去。72歳没。